# نونانال
نونانال (به انگلیسی: Nonanal) با فرمول شیمیایی C۹H۱۸O یک ترکیب شیمیایی با شناسه پاب‌کم ۳۱۲۸۹ است. که جرم مولی آن ۱۴۲٫۲۳۸۶۲ می‌باشد. شکل ظاهری این ترکیب، مایع شفاف است.